# Tinh dầu
Tinh dầu là chất lỏng cô đặc có tính kỵ nước, chứa các hợp chất hóa học bay hơi (dễ bay hơi ở nhiệt độ thường) được chiết xuất từ thực vật. Tinh dầu thường chiết xuất bằng chưng cất, thường sử dụng hơi nước. Các phương pháp khác bao gồm ép, chiết xuất bằng dung môi, sfumatura, chiết xuất dầu absolute, khai thác nhựa cây, đổ khuôn trong sáp, và ép lạnh. Người ta sử dụng tinh dầu trong nước hoa, mỹ phẩm, xà phòng, chất làm thơm không khí, và nhiều sản phẩm khác. Tinh dầu còn được dùng làm gia vị trong thực phẩm và đồ uống, hoặc tạo mùi hương cho nhang và các sản phẩm tẩy rửa gia dụng.
Tinh dầu thường dùng trong liệu pháp mùi hương, một phương pháp y học thay thế cho rằng các hợp chất có mùi thơm có tác dụng chữa bệnh. Liệu pháp mùi hương có thể giúp thư giãn, nhưng chưa có đủ bằng chứng khoa học chứng minh tinh dầu có thể điều trị hiệu quả bất kỳ bệnh lý nào. Sử dụng tinh dầu không đúng cách có thể gây hại, bao gồm dị ứng, viêm nhiễm và kích ứng da. Trẻ em đặc biệt nhạy cảm với các tác hại của việc sử dụng sai cách. Tinh dầu có thể gây ngộ độc khi uống hoặc thẩm thấu qua da.

## Lịch sử
Nhựa từ các loại hương liệu và chiết xuất từ thực vật được giữ lại để làm ra các sản phẩm truyền thống như y học cổ truyền, nước hoa, và nhang. Ví dụ như nhũ hương, mộc dược, gỗ tuyết tùng, quả bách xù và quế trong nền văn minh Ai Cập cổ đại có thể chứa tinh dầu. Vào năm 1923, khi các nhà khảo cổ học khám phá lăng mộ của Pharaon Tutankhamun, họ tìm thấy 50 lọ đựng tinh dầu bằng đá cẩm thạch.
Tinh dầu đã được dùng trong y học dân gian qua hàng thế kỷ. Thầy thuốc nổi tiếng người Ba Tư, Ibn Sina (được gọi là Avicenna ở châu Âu), là người đầu tiên chưng cất hoa để lấy hương thơm. Cũng có ghi chép sớm nhất về cách sản xuất tinh dầu từ Ibn al-Baitar (1188–1248), một thầy thuốc và nhà hóa học nổi tiếng ở Al-Andalus (Tây Ban Nha Hồi giáo).
Ngày nay, thay vì gọi tên các loại tinh dầu cụ thể, người ta thường nói về các hợp chất hóa học trong tinh dầu, như methyl salicylate thay vì "dầu cây lộc đề".
Tinh dầu còn được sử dụng trong liệu pháp mùi hương, một phương pháp của y học thay thế giúp cơ thể thư giãn và trị liệu bằng hương liệu. Tinh dầu có thể được bay hơi, pha loãng trong dầu nền, dùng trong massage, khuếch tán vào không khí, hoặc đốt cháy như nhang.

## Nguyên liệu
Tinh dầu được sản xuất từ các thành phần khác nhau của cây cỏ:
| vỏ · trái bả đậu · Quế · loại cây vỏ dùng làm thuốc Các loại quả mọng · Tiêu · cây bách xù Hoa · Cannabis · Hoa chamomile · Clary sage · Đinh hương · phong lữ thơm · hops · giống hoa bài · Jasmine · Hoa oải hương · Manuka · lá kinh giới · trái cam · Hoa hồng · Ylang-ylang | Lá · Húng quế · lá nguyệt quế · Buchu · Quế · hiền chung · Bạch đàn · Trái ổi · cộng sả · tràm · Rau oregano · loại cây có mùi thơm ở ấn độ · bạc hà cay · Cây thông · cây mê điệt · bạc hà lục · Cây Tràm Trà · xạ hương · Tsuga · Wintergreen Vỏ quả · Cam Bergamot · Bưởi · Chanh · Cam · Quýt | nhựa thông · benzoin · nhựa thơm · nhựa có mùi hương · nhựa cây mật nhi lạp Thân rễ · riềng · gừng Nguồn gốc · cây nữ lang hoa Hạt giống · cây hồi · Buchu · Cần tây · Cây thì là · Cây gai · dầu hạt nhục đậu khấu gỗ · long nảo · cây bách hương · gổ từ đàn · cây đàn hương · Trầm |

## Độc tính
Độc tính của tinh dầu phụ thuộc vào độ tinh khiết và các thành phần hóa học có trong dầu. Nhiều loại tinh dầu được sản xuất để sử dụng trong liệu pháp mùi hương, không nên bôi trực tiếp lên da nếu chưa pha loãng. Một số loại có thể gây kích ứng da, phản ứng dị ứng và theo thời gian có thể gây hại cho gan. Nếu nuốt phải hoặc thoa lên da, tinh dầu có thể gây ngộ độc với các triệu chứng như lú lẫn, khó thở, viêm phổi, co giật hoặc thậm chí hôn mê.
Một số tinh dầu từ vỏ cam quýt làm da nhạy cảm hơn với ánh nắng mặt trời, dễ gây bỏng da hoặc kích ứng khi tiếp xúc với ánh nắng.
Những người làm việc với tinh dầu trong ngành công nghiệp nên tham khảo các bảng hướng dẫn an toàn để biết các nguy cơ và cách sử dụng an toàn. Ngay cả các loại tinh dầu được coi là an toàn cũng có thể gây hại cho người bị động kinh hoặc phụ nữ mang thai.
Trẻ em có thể gặp nguy hiểm khi sử dụng tinh dầu do làn da mỏng và gan chưa phát triển đầy đủ, làm cho các em dễ bị tác động bởi độc tính của tinh dầu hơn so với người lớn.

### Tính dễ cháy
Mỗi loại tinh dầu có một điểm chớp cháy khác nhau. Nhiều loại tinh dầu như tràm trà, oải hương và các loại từ cam quýt nằm trong nhóm Chất lỏng dễ cháy loại 3 vì điểm chớp cháy của chúng nằm trong khoảng 50–60 °C.

### Vú to ở nam giới
Nghiên cứu in vitro chỉ ra tinh dầu tràm trà và oải hương có hoạt tính tương tự estrogen và chống androgen. Một số báo cáo cho thấy tinh dầu oải hương có thể gây ra hiện tượng vú to ở nam giới ở các bé trai chưa dậy thì. Đây là sự phát triển bất thường của mô ngực. Ủy ban Khoa học của Liên minh Châu Âu đã bác bỏ những tuyên bố liên quan đến tinh dầu tràm trà, nhưng không đưa ra kết luận về tinh dầu oải hương. Năm 2018, một báo cáo từ BBC cho biết nghiên cứu phát hiện tinh dầu tràm trà và oải hương chứa tám hợp chất khi thử nghiệm trên tế bào đã làm tăng estrogen và giảm testosterone. Một số hợp chất này còn có mặt trong ít nhất 65 loại tinh dầu khác. Tuy nhiên, nghiên cứu này chưa thử nghiệm trên động vật hoặc con người.

### Xử lý
Tinh dầu có thể gây viêm da khi tiếp xúc. Do có thể làm hư hại cao su và nhựa, cần chọn thiết bị phù hợp khi sử dụng. Ống tiêm thủy tinh thường được dùng, nhưng có vạch chia thô. Ống tiêm hóa học là lựa chọn tốt hơn, chúng chịu được tác động của tinh dầu, đủ dài để lấy tinh dầu từ các bình chứa sâu, có vạch chia nhỏ, giúp kiểm soát chất lượng. Khác với pipet thông thường khó xử lý chất lỏng đặc, ống tiêm hóa học hay pipet dịch chuyển tích cực có piston trượt bên trong, giúp loại bỏ tinh dầu bám trên thành ống.

### Tiêu thụ qua đường ăn uống
Một số tinh dầu được coi là an toàn để dùng làm hương liệu trong thực phẩm, đồ uống, và bánh kẹo theo các tiêu chuẩn nghiêm ngặt về sản xuất và tạo hương. Tuy nhiên, khi sử dụng tinh dầu trong y học, cần tuân theo các quy chuẩn về dược liệu. Một số tinh dầu có thể gây nguy hiểm cho động vật, đặc biệt là mèo. Ngoài ra, một số tinh dầu có thể gây ra sẩy thai nếu phụ nữ mang thai dùng với liều lượng từ 0,5 đến 10 mL. Vì vậy, phụ nữ trong thời kỳ mang thai nên cẩn trọng khi sử dụng tinh dầu.

### Dư lượng thuốc trừ sâu
Nhiều người lo ngại về dư lượng thuốc trừ sâu trong tinh dầu, đặc biệt là các loại dùng cho mục đích trị liệu, nên thường chọn mua tinh dầu sản xuất theo phương pháp hữu cơ. Dù thuốc trừ sâu có thể tồn tại với lượng rất nhỏ trong tinh dầu, nhưng việc sử dụng tinh dầu thường chỉ với liều lượng thấp và pha loãng. Đối với tinh dầu thực phẩm như bạc hà hay cam, ngoài việc chọn sản phẩm hữu cơ, cần xem xét kỹ phân tích về dư lượng thuốc trừ sâu để đảm bảo sản phẩm đáp ứng tiêu chuẩn an toàn.

### Phụ nữ mang thai
Một số tinh dầu có thể chứa các chất gây hại cho phụ nữ mang thai như tạp chất hoặc chất phụ gia không an toàn. Dù có những loại tinh dầu an toàn trong thai kỳ, cần phải chọn kỹ sản phẩm có chất lượng tốt và phù hợp. Phụ nữ mang thai thường nhạy cảm hơn với mùi, dẫn đến các phản ứng như đau đầu, chóng mặt hoặc buồn nôn khi tiếp xúc với tinh dầu. Nhiều phụ nữ trong thời gian mang thai nhận thấy mùi và vị thay đổi bất thường, và việc tiêu thụ tinh dầu có thể làm tình trạng này tồi tệ hơn, gây kích ứng hoặc buồn nôn.

### Độc học
Bảng dưới đây liệt kê giá trị LD50 hoặc liều gây chết trung bình cho một số loại tinh dầu phổ biến; đây là liều lượng cần thiết để giết chết một nửa số cá thể trong quần thể động vật được thử nghiệm. LD50 chỉ mang tính tham khảo, và các giá trị được báo cáo có thể thay đổi đáng kể do sự khác biệt về loài và điều kiện thử nghiệm.
| Tên phổ biến    | LD50 qua đường uống | LD50 qua da | Ghi chú                                   |
| --------------- | ------------------- | ----------- | ----------------------------------------- |
| Neem            | 14 g/kg             | >2 g/kg     |                                           |
| Chanh myrtle    | 2,43 g/kg           | 2,25 g/kg   |                                           |
| Nhũ hương       | >5 g/kg             | >5 g/kg     | Boswellia carterii                        |
| Nhũ hương       | >2 g/kg             | >2 g/kg     | Boswellia sacra                           |
| Nhũ hương Ấn Độ | >2 g/kg             | >2 g/kg     | Boswellia serrata                         |
| Hoàng lan       | >5 g/kg             | >5 g/kg     |                                           |
| Gỗ tuyết tùng   | >5 g/kg             | >5 g/kg     |                                           |
| Cúc La Mã La Mã | >5 g/kg             | >5 g/kg     |                                           |
| Long não trắng  | >5 g/kg             | >5 g/kg     | Cinnamomum camphora, chiết xuất từ lá     |
| Long não vàng   | 3,73 g/kg           | >5 g/kg     | Cinnamomum camphora, chiết xuất từ vỏ cây |
| Dầu nóng        | 3,80 g/kg           | >5 g/kg     | Cinnamomum camphora, dầu chiết xuất từ lá |
| Quế             | 2,80 g/kg           | 0,32 g/kg   |                                           |